# Hadija Haruna-Oelker
Hadija Haruna-Oelker (née en 1980) est une journaliste et présentatrice de télévision allemande.

## Formation
Diplômée de la Schillerschule de Francfort, Haruna-Oelker a étudié les sciences politiques à l'Université Johann Wolfgang Goethe de Francfort-sur-le-Main de 2000 à 2006 en économie, études africaines et sociologie. Elle a ensuite travaillé comme assistante de recherche à la chaire de sociologie politique à Francfort mettant un accent sur la recherche sur les pays en développement. En 2009, elle ressort ainsi diplômée de l'École de Journalisme de Berlin. Elle a suivi de 2014 à 2015, une formation de modératrice à l'Institut pour la Modération (imo) de l' Université de Stuttgart.
Hadija Haruna-Oelker travaille comme journaliste indépendante pour les canaux Hessischer Rundfunk, You FM et hr3 depuis 2008. Depuis 2020, elle rédige une chronique mensuelle pour le journal Frankfurter Rundschau et contribue au « Feuilleton politique » de la Radio Deutschlandfunk Kultur. Elle a également écrit pour les journaux Tagesspiegel, et Die Zeit. Pendant ses études, elle a travaillé pour le magazine de la ville de Francfort FRIZZ et planet radio (Hit Radio FFH). Dans son travail, elle s'intéresse à la jeunesse, aux affaires sociales, à la migration, au racisme et aux sujets relatifs à la diaspora noire en Allemagne. Haruna-Oelker publie et donne des conférences sur ces principaux sujets. Elle anime des tables rondes, des conférences spécialisées et des réunions pour divers clients - tels que le pour le format régulier StreitBar au centre éducatif Anne Frank à Francfort. Elle propose également des ateliers sur le pouvoir du langage et du journalisme en mettant l'accent sur la migration et le déplacement. Pour l'Agence fédérale pour l'éducation civique, elle a écrit en 2015, un article sur le réfugié et délinquant en soins intensifs Yehya E., dont l'histoire a également été filmée dans le documentaire Gangsterläufer dirigé Christian Stahl.
Elle a co-traduit, avec Kübra Gümüşay et Uda Strätlin, le poème The Hill We Climb d'Amanda Gorman chez Verl Hoffmann und Campe, en 2021. Cette traduction fut une première pour Haruna-Oelker et Gümüşay qui n'avaient jamais traduit de livres auparavant. Le journal Der Spiegel a souligné la portée du processus comme un « effet pratique de la politique identitaire sur l'entreprise littéraire ». Oelker elle-même a déclaré à la Radio Deutschlandfunk : "Amanda Gorman est une femme spéciale qui apporte avec elle une compréhension multi-perspective de la discrimination multiple (...) Nous nous appuyons sur ce ton et c'est exactement pour cela qu'on nous l'a demandé. C'est pourquoi j'ai accepté." 
Haruna-Oelker est également membre de l'Initiative Schwarze Menschen in Deutschland (Initiative des Noirs en Allemagne ou ISD) et du Réseau de journalistes des nouveaux créateurs de médias allemands (NdM).

## Récompenses
- Prix spécial « Medienspiegel » pour le journalisme transparent 2016 (pour leur long métrage commun Deutschlandfunk « Decolonize ! Droit public et société migratoire "avec Lorenz Rollhäuser)
- Prix journalistique Kurt Magnus (1er prix 2015)[5]
- Prix des médias Kausa (2e Prix dans la catégorie audio, 2012)[6]

## Publications
- Denise Bergold-Caldwell, Laura Digoh et Hadija Haruna-Oelker, Spiegelblicke : Perspectives du mouvement noir en Allemagne., 2016 (ISBN 978-3944666235).
- « Nous n'avons pas à rejoindre le courant dominant », dans Entre les fronts : les limites du reportage neutre, Deutsche Welle et l'Institute for Foreign Relations, 2014Texte sur le journalisme sensible aux conflits, les reportages sur les migrations et la responsabilité des créateurs de médias.
- Guide d'utilisation d'un langage critique vis-à-vis du racisme, Cologne, AntiDiskriminierungsBüro, 2014.
- (en) « Perspectives sur le mouvement noir en Allemagne », dans Olúmìdé Pópóọlá, Également par Mail, vol. 2 (Pièce), Edition Assemblage, 2013.